# Regola di de Wahl
La regola di de Wahl è una regola di formazione delle parole, sviluppata dal linguista Edgar de Wahl ed applicata nella lingua artificiale Occidental (anche chiamata "Interlingue") da lui creata. Serve alla formazione di determinate forme grammaticali da altre (per esempio sostantivi dai verbi).
Poiché la regola si compone di tre parti è spesso indicata come le "tre regole di de Wahl".

## Regola
L'infinito dei verbi nelle lingue occidentali ha spesso le terminazioni -ar o -er. La radice si ottiene secondo le regole:
1. Se, dopo l'eliminazione di -r o -er dall'infinito, la radice termina con una vocale, si aggiunge la -t o si cambia il finale y con il finale t: crea/r, crea/t-, crea/t/or; atiny/er, atin/t, atin/t/ion
2. Se la consonante finale dalla radice è d o r, la si cambia in s: decid/er, deci/s-, deci/s/ion
3. Nei casi restanti, con sei eccezioni, l'eliminazione della terminazione dà la radice richiesta: duct/er, duct-, duct/ion.

Le sei eccezioni sono:
1. ced/er, cess-
2. sed/er, sess-
3. mov/er, mot-
4. ten/er, tent-
5. vert/er, vers-
6. veni/r, vent-

ed i verbi formati da queste con dei prefissi.
I verbi si creano dai sostantivi e dagli aggettivi, eliminando le terminazioni e prendendo la radice. Dopo si aggiunge -r o -er, l'infinito nella maggior parte dei casi è formato: decora/t/ion, decora/t-, decora/r.

## Applicazione
Questa regola è applicata di fatto nella lingua occidental. Con opportune modificazioni questa regola per creazione di nuove forme verbali potrebbe essere applicata specialmente nelle lingue romanze o in quelle che prendono in prestito il vocabolario dalle lingue romanze.